# Sitio de Morón de Almazán (1128)
En el siglo XII, a la muerte de Alfonso VI, Morón de Almazán se encontraba bajo dominio musulmán, aunque solo se trataba de un pequeño castillo de control hacia el Jalón y Medinaceli. Después de pasar a manos de los reinos de Castilla y León, es sitiado en 1128 por el aragonés Alfonso I el Batallador. El rey castellanoleonés acude a su ayuda y El Batallador tiene que retirarse a Almazán, a consecuencia de lo cual se construyó el castillo de Medinaceli y Morón por Alfonso VII de León, como método de defensa de la frontera con Aragón.